# São Francisco do Maranhão

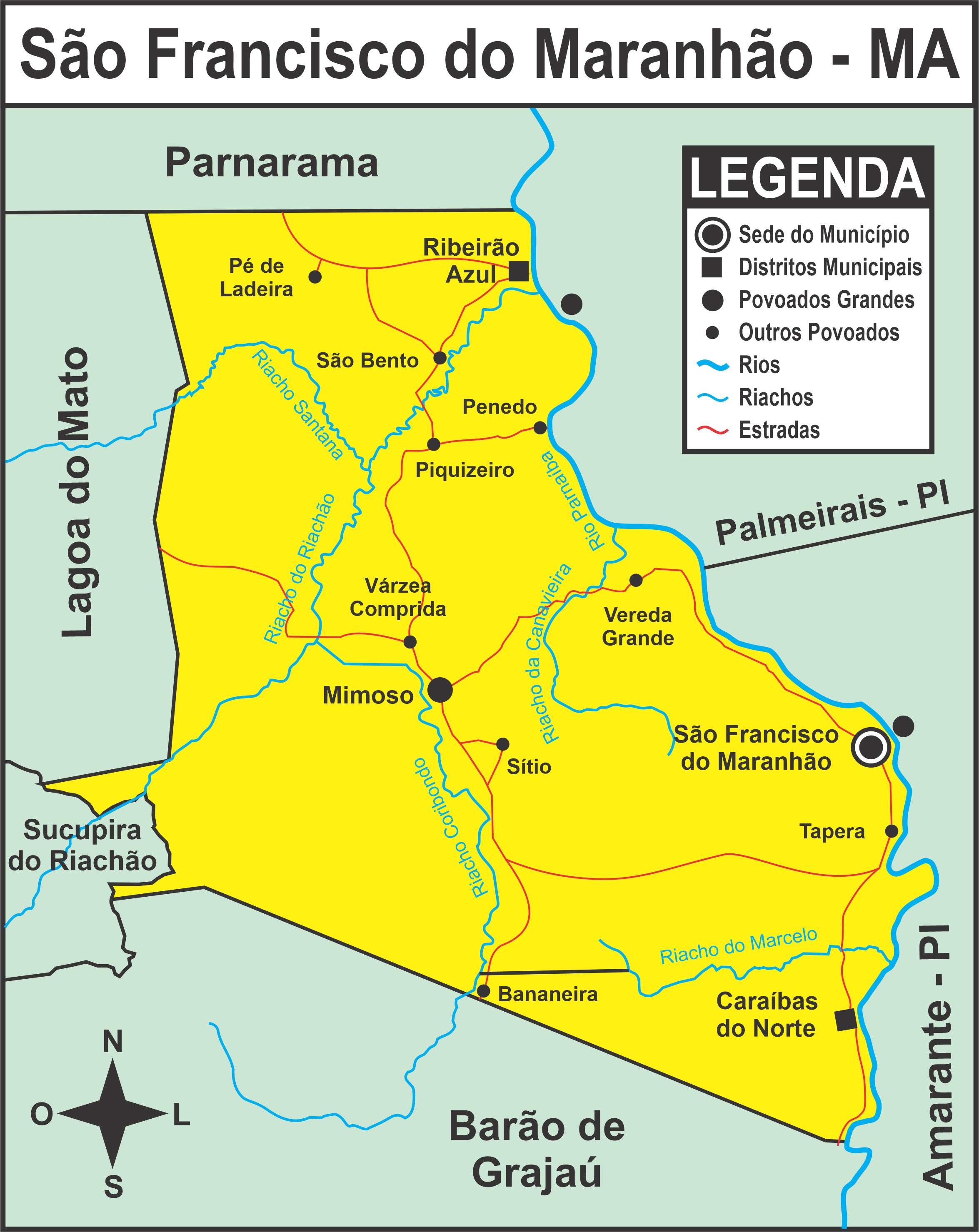
Mapa de São Francisco do Maranhão

São Francisco do Maranhão é um município brasileiro do estado do Maranhão. Localiza-se na região imediata de São João dos Patos e na região intermediária de Presidente Dutra. Sua população é de 12.064 habitantes e sua área territorial é de 2.284,217 km².

## História
O processo de povoamento do núcleo que deu origem à cidade de São Francisco do Maranhão se explica por meio da instalação das primeiras fazendas de gado na região, aliada ao movimento fluvial que alimentava o comércio no rio Parnaíba.
Em 1850, os fazendeiros Egildo Soares e Francisco Alves dos Santos foram os primeiros a chegar em São Francisco do Maranhão, após veio João Afonso e Pedro Afonso, que ao ver muitas terras devolutas, começou a empoçar-se aos poucos, trazendo muitas pessoas e gado. Daí começou o movimento e a ter uma população suficiente pra urbanização da Vila.
Quando foi criada a Vila, primeiro se chamou Manga do Iguará, depois São Francisco e depois Iguaratinga que passou muito tempo. Após foi chamada Vila São Francisco porque João Afonso era devoto de São Francisco de Assis, dando inicio a religiosidade. Os agentes do governo ao chegar no estado para nomear o nome atual da cidade, alegaram que não poderia ser São Francisco pois já havia outro município com esse nome, daí voltaram com o nome acrescido de São Francisco do Maranhão.
Sua emancipação se deu em 22 de abril de 1924, porém o aniversário do município é comemorado em 10 de maio de 1924. Seu primeiro prefeito foi Isaque Vila Nova e Silva.

## Subdivisões

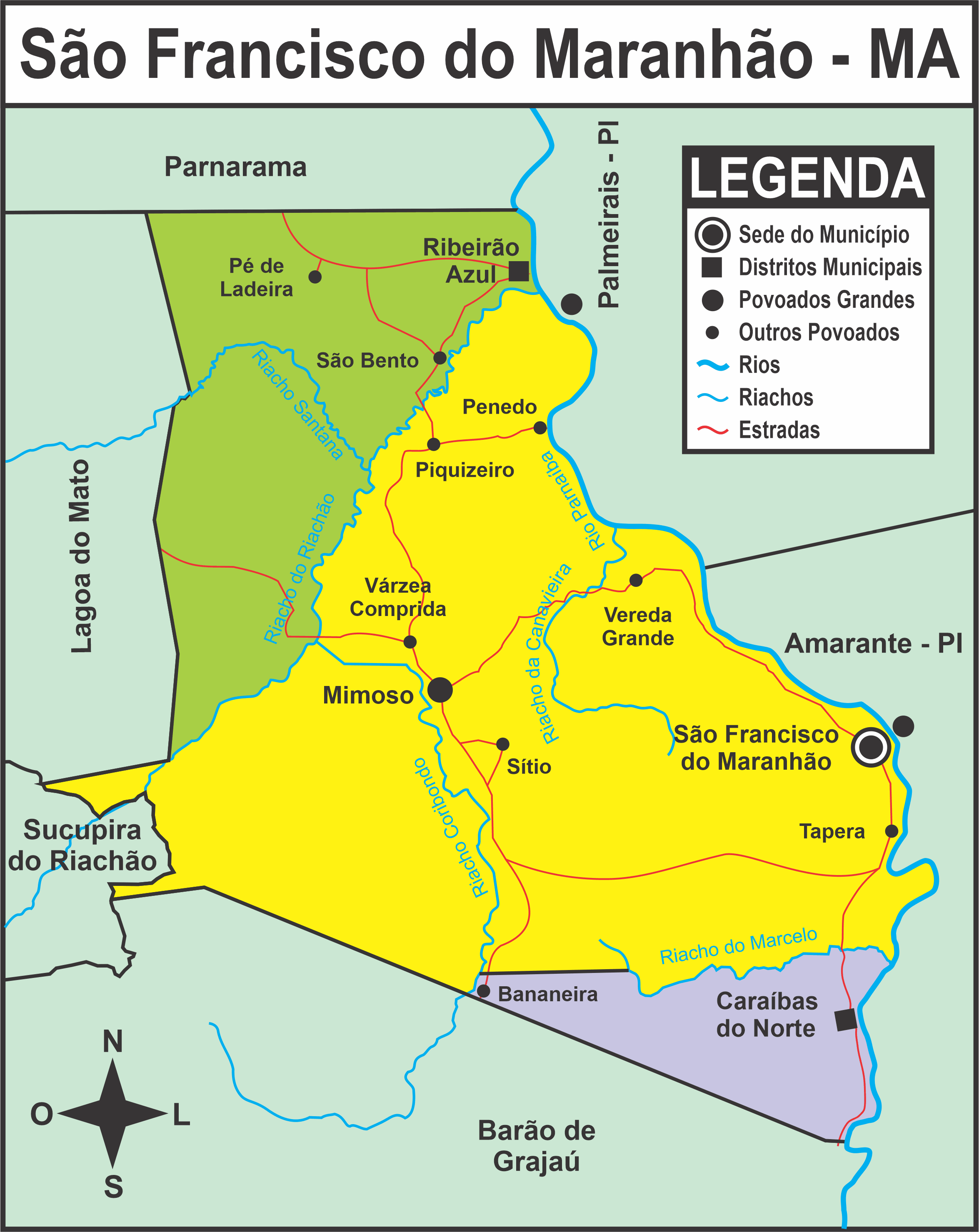
Mapa dos distritos de São Francisco do Maranhão

O município de São Francisco do Maranhão está dividido em 3 distritos, criados pela Lei nº 269, de 31 de dezembro de 1948, permanecendo essa divisão territorial até os dias atuais. São eles: o distrito-sede de São Francisco do Maranhão, o distrito de Caraíbas do Norte e o distrito de Ribeirão Azul.
A maior parte da população de São Francisco do Maranhão vive na zona rural. Os maiores povoados da zona rural são: Mimoso, Caraíbas do Norte, Várzea Comprida, Tapera, Sítio dos Fonseca, Piquizeiro e São Bento.
A cidade de São Francisco do Maranhão é dividida em bairros, assim denominados: Centro, Alto Sereno, Barra do Saco, Cachoeirinha, Conjunto Luzia Soares, Conjunto Zé Reinaldo, Morrinhos e Verdão.

## Turismo
São Francisco do Maranhão é um município com grande potencial turístico, no qual pode-se destacar entre as principais atrações turísticas encontradas no município: 
- Prainha no Rio Parnaíba: Fica localizada na zona urbana do município, no mês de julho é a época em que atrai mais visitantes, no local é montado diversas barracas que oferecem bebidas, tira-gostos e a culinária local a base de pescados da região, na ocasião acontece a realização de shows, eventos esportivos, desfile de beleza, etc.
- Morro da Santa Cruz: O local conta com um mirante que oferece uma visão privilegiada de toda a zona urbana do município, bem como, da cidade vizinha Amarante - PI.
- Balneário Cachoeirinha: O local conta com uma pequena contenção de água e diversos locais para banho, fica localizado no bairro Cachoeirinha, zona urbana do município.
- Balneário Adique: O local conta com uma cachoeira perfeita para banho e áreas favoráveis à prática de piqueniques, o local se encontra na zona rural a 10 km da sede do município.
- Morro da Arara: Fica localizado na zona rural, às margens do rio Parnaíba, sua distância até a sede do município é de 17 km.

## Cultura
No município de São Francisco do Maranhão existem diversas manifestações culturais presentes no cotidiano das pessoas, pode-se destacar as mais relevantes como sendo:
- Aniversário da cidade: acontece no dia 10 de maio, na ocasião ocorre apresentação de shows, eventos esportivos, dentre outras atrações.
- Festejo de São Francisco: acontece no mês de outubro, com encerramento no dia 4, em homenagem a São Francisco de Assis, padroeiro do município, na ocasião acontece a final do campeonato municipal, a chegada do Divino Espírito Santo à Igreja Matriz, realização de shows, etc.
- Festejo do Mimoso: acontece no mês de junho, com encerramento no dia 29, homenageando o padroeiro São Pedro, na ocasião é realizado uma grande cavalgada, distribuição de brindes para os vaqueiros, shows em praça pública, etc. O povoado fica localizado a 45 km da sede do município.
- Festejo de Caraíbas do Norte: acontece no mês de janeiro, com término no dia 20, em homenagem ao padroeiro São Sebastião, o povoado fica localizado a 18 km da sede do município.
- Festejo do Sítio: acontece no mês de março, com término no dia 19, em homenagem ao padroeiro São José, o povoado fica localizado a 38 km da sede do município.
- Festa do trabalhador: acontece no dia 1º de maio, no povoado Caraíbas do Norte, localizado a 18 km da sede do município, na ocasião são distribuídas ferramentas para os trabalhadores e também é realizado shows em praça pública.
- Romaria da Taboca Redonda: acontece no início do mês de julho, o evento reúne milhares pessoas de diversos municípios do Maranhão e de outros estados, na ocasião acontece missa, cantorias do Divino Espírito Santo, pagamento de promessas, etc. Essa romaria acontece em uma localidade na zona rural do município a cerca de 60 km da sua sede.
- Peregrinação do Divino: é tradição da Igreja Católica Franciscoense, organizar um evento que percorre todo o município, onde a imagem de uma pomba, mais uma bandeira, que representa o Divino Espírito Santo, visita as residências dos moradores, com a apresentação cantorias que glorificam o Santo. O início do percurso acontece no mês de maio e seu término é marcado pela chegada da imagem à Igreja Matriz no mês de outubro.
- Festas de Reis: é tradição dos franciscoenses realizarem, nas suas residências, no mês de janeiro, mais precisamente nos dias 6, 16 e/ou 26, um evento em que reúne muitas pessoas das localidades vizinhas. O convite para essas festas é especial, pois é realizado na forma de cantorias ao som de violão e o mesmo acontece a noite, onde os moradores recebem em suas residências a imagem dos 3 Reis Magos, mais uma bandeira, bem como, os cantadores e diversos pessoas que acompanham.

No município ainda existes outras festividades culturais que atualmente acontecem com menos frequência (rodas de São Benedito, Envenção da Santa Cruz, Biri e Baia).